# Campeonato Mundial de Judô de 2011
O Campeonato Mundial de Judô 2011 foi realizado na cidade de Paris, França entre 23 e 28 de agosto.

## Agenda
| Data do Evento | Horário | Detalhes             |
| -------------- | ------- | -------------------- |
| 23 de agosto   | 15:30   | Homens –60 kg        |
| 23 de agosto   | 15:30   | Homens –66 kg        |
| 23 de agosto   | 15:30   | Mulheres –48 kg      |
| 24 de agosto   | 15:30   | Homens –73 kg        |
| 24 de agosto   | 15:30   | Mulheres –52 kg      |
| 24 de agosto   | 15:30   | Mulheres –57 kg      |
| 25 de agosto   | 15:30   | Homens –81 kg        |
| 25 de agosto   | 15:30   | Mulheres –63 kg      |
| 26 de agosto   | 15:30   | Homens –90 kg        |
| 26 de agosto   | 15:30   | Mulheres –70 kg      |
| 26 de agosto   | 15:30   | Mulheres –78 kg      |
| 27 de agosto   | 15:30   | Homens –100 kg       |
| 27 de agosto   | 15:30   | Homens +100 kg       |
| 27 de agosto   | 15:30   | Mulheres +78 kg      |
| 28 de agosto   | 15:00   | Homens por equipes   |
| 28 de agosto   | 15:00   | Mulheres por equipes |

## Medalhistas

### Feminino
| Event               | Ouro                  | Prata               | Bronze                  |
| ------------------- | --------------------- | ------------------- | ----------------------- |
| Ligeiro (48 kg)     | Haruna Asami (JPN)    | Tomoko Fukumi (JPN) | Eva Csernoviczki (HUN)  |
| Ligeiro (48 kg)     | Haruna Asami (JPN)    | Tomoko Fukumi (JPN) | Sarah Menezes (BRA)     |
| Meio Leve (52 kg)   | Misato Nakamura (JPN) | Yuka Nishida (JPN)  | Ana Carrascosa (ESP)    |
| Meio Leve (52 kg)   | Misato Nakamura (JPN) | Yuka Nishida (JPN)  | Andreea Chițu (ROU)     |
| Leve (57 kg)        | Aiko Sato (JPN)       | Rafaela Silva (BRA) | Corina Căprioriu (ROU)  |
| Leve (57 kg)        | Aiko Sato (JPN)       | Rafaela Silva (BRA) | Kaori Matsumoto (JPN)   |
| Meio Médio (63 kg)  | Gevrise Emane (FRA)   | Yoshie Ueno (JPN)   | Anicka Van Emden (NED)  |
| Meio Médio (63 kg)  | Gevrise Emane (FRA)   | Yoshie Ueno (JPN)   | Urška Žolnir (SLO)      |
| Médio (70 kg)       | Lucie Décosse (FRA)   | Edith Bosch (NED)   | Yoriko Kunihara (JPN)   |
| Médio (70 kg)       | Lucie Décosse (FRA)   | Edith Bosch (NED)   | Anett Mészáros (HUN)    |
| Meio Pesado (78 kg) | Audrey Tcheuméo (FRA) | Akari Ogata (JPN)   | Kayla Harrison (USA)    |
| Meio Pesado (78 kg) | Audrey Tcheuméo (FRA) | Akari Ogata (JPN)   | Mayra Aguiar (BRA)      |
| Pesado (+78 kg)     | Tong Wen (CHN)        | Qin Qian (CHN)      | Mika Sugimoto (JPN)     |
| Pesado (+78 kg)     | Tong Wen (CHN)        | Qin Qian (CHN)      | Elena Ivashchenko (RUS) |
| Equipes             | França                | Japão               | Alemanha                |
| Equipes             | França                | Japão               | Cuba                    |

### Quadro de Medalhas
| Ordem | País                    | Medalha de ouro | Medalha de prata | Medalha de bronze | Total |
| ----- | ----------------------- | --------------- | ---------------- | ----------------- | ----- |
| 1     | França                  | 6               | 0                | 1                 | 7     |
| 2     | Japão                   | 5               | 7                | 5                 | 17    |
| 3     | China                   | 1               | 1                | 0                 | 2     |
| 4     | Rússia                  | 1               | 0                | 3                 | 4     |
| 4     | Coreia do Sul           | 1               | 0                | 3                 | 4     |
| 6     | Bandeira do Uzbequistão | 1               | 0                | 1                 | 2     |
| 7     | Grécia                  | 1               | 0                | 0                 | 1     |
| 8     | Brasil                  | 0               | 3                | 3                 | 6     |
| 9     | Países Baixos           | 0               | 2                | 1                 | 3     |
| 10    | Alemanha                | 0               | 1                | 1                 | 2     |
| 10    | Cazaquistão             | 0               | 1                | 0                 | 1     |
| 10    | Montenegro              | 0               | 1                | 0                 | 1     |
| 13    | Cuba                    | 0               | 0                | 2                 | 2     |
| 13    | Hungria                 | 0               | 0                | 2                 | 2     |
| 13    | Romênia                 | 0               | 0                | 2                 | 2     |
| 16    | Azerbaijão              | 0               | 0                | 1                 | 1     |
| 16    | República Checa         | 0               | 0                | 1                 | 1     |
| 16    | Geórgia                 | 0               | 0                | 1                 | 1     |
| 16    | Moldávia                | 0               | 0                | 1                 | 1     |
| 16    | Eslovénia               | 0               | 0                | 1                 | 1     |
| 16    | Espanha                 | 0               | 0                | 1                 | 1     |
| 16    | Ucrânia                 | 0               | 0                | 1                 | 1     |
| 16    | Estados Unidos          | 0               | 0                | 1                 | 1     |
| Total | Total                   | 16              | 16               | 32                | 64    |

## Países participantes
871 competidores de 132 países.
| - Argélia (12) - Samoa Americana (1) - Andorra (3) - Angola (3) - Argentina (5) - Armênia (4) - Austrália (14) - Áustria (5) - Azerbaijão (10) - Barbados (2) - Bielorrússia (3) - Bélgica (6) - Benim (2) - Bósnia e Herzegovina (3) - Botswana (1) - Brasil (19) - Bulgária (5) - Burquina Fasso (3) - Camarões (11) - Canadá (11) - Cabo Verde (4) - Chade (2) - China (22) - Taipé Chinesa (3) - Colômbia (8) - Costa do Marfim (2) - Croácia (3) - Cuba (15) - Curaçau (1) - Chipre (2) - Chéquia (6) - Dinamarca (2) - Djibuti (2) - República Dominicana (2) - Equador (3) - Egito (4) - El Salvador (2) - Estónia (5) - Etiópia (2) - Fiji (3) - Finlândia (5) - França (28) - Gabão (1) - Geórgia (13) | - Alemanha (19) - Gana (4) - Grécia (6) - Guatemala (1) - Guam (2) - Haiti (7) - Honduras (1) - Hong Kong (3) - Hungria (13) - Índia (11) - Irão (4) - Irlanda (1) - Islândia (2) - Israel (9) - Itália (14) - Japão (28) - Cazaquistão (24) - Quênia (3) - Kosovo (2) - Quirguistão (10) - Laos (1) - Letônia (6) - Líbano (4) - Lituânia (9) - Luxemburgo (2) - Macau (4) - Macedônia do Norte (2) - Madagáscar (2) - Mali (2) - Malta (4) - Ilhas Maurícias (3) - México (8) - Moldávia (9) - Montenegro (3) - Mónaco (1) - Mongólia (23) - Marrocos (13) - Moçambique (7) - Nauru (1) - Países Baixos (14) - Nepal (2) - Nova Zelândia (4) - Nigéria (5) - Coreia do Norte (9) | - Níger (2) - Paquistão (2) - Palestina (1) - Panamá (2) - Papua-Nova Guiné (2) - Paraguai (2) - Peru (4) - Filipinas (2) - Polónia (13) - Portugal (7) - Catar (3) - Roménia (8) - Rússia (28) - Samoa (2) - Arábia Saudita (2) - Senegal (8) - Sérvia (7) - Serra Leoa (3) - Eslováquia (3) - Eslovênia (8) - Ilhas Salomão (2) - África do Sul (2) - Coreia do Sul (27) - Sri Lanka (2) - Espanha (13) - Suíça (7) - Suécia (4) - Tajiquistão (6) - Tailândia (8) - Togo (2) - Tunísia (3) - Turquia (11) - Turquemenistão (13) - Ucrânia (22) - Emirados Árabes Unidos (2) - Reino Unido (15) - Uruguai (1) - Estados Unidos (25) - Uzbequistão (15) - Vanuatu (2) - Venezuela (8) - Vietname (4) - Iêmen (2) - Zâmbia (2) |